# 善光寺道名所図会
『善光寺道名所図会』（ぜんこうじみちめいしょずえ）は、1849年（嘉永2年）に名古屋で刊行された名所図会である。豊田庸園（ようえん）の著で、図版は小田切春江による。全5巻。

## 概要
1843年（天保14年）に、美濃国今尾藩（岐阜県海津市）の城主竹腰正富の家臣の豊田庸園（別称：利光、利忠、伊右衛門、養甫）が、藩務の余暇を利用して、中山道本洗馬から善光寺道（北国西街道）の各宿駅を経て善光寺に至り、さらに善光寺から北国往還（北国街道）を江戸に向かい、碓氷峠に至る間の各宿場を一円とし、名所旧跡を記録したものを、名古屋の出版業者美濃屋伊六が刊行した。5巻すべてに挿絵が入っている。昭和53年（1978年）には『新編信濃史料叢書』第21巻として復刊された。

## 5巻の内容

### 巻一の内容
「巻一」は、洗馬、郷原、村井、松本、池田の各宿駅にふれる。このなかでは、松本から安曇野にかけての名所旧跡に筆がさかれる。筑摩八幡宮・宮村大明神・初市立・大宝山正行寺・木曾山長称寺・玄智井・北林山極楽寺・松本産物・竜雲山広沢寺・兎田・金峯山保福寺・金峯山牛伏寺・白糸御温泉・浅間温泉・清水里・桐原牧の跡・愛染川・養老坂・熊倉橋・穂高町村・穂高神社・天神原・穂高奥嶽・栗尾山満願寺・水沢山若沢寺にふれる。

### 巻二の内容
「巻二」は、まず池田（北安曇郡池田町）の宿駅にともなう名所旧跡として、宮本神明宮（仁科神明宮）の一の鳥居・二の鳥居・三の鳥居・末社・神宮寺にふれる。ついで大町宿（大町市）に入る。ここは、繁昌の地で富家が多い。仁科古城を見た後、青木湖・中綱湖に遊び、再度本街道にもどって松本経由で岡田宿に入る。次に間（あい）の宿の仮屋原宿を経て、会田宿に至り、岩井堂を見てから立峠を越え、次の青柳宿では、青柳氏の古城跡と大切通し、小切通しなどにふれる。次は麻績宿である。ここでは法善寺、庚申の祠、反古塚、光明寺、麻績神明宮や周辺にある数多くの石仏などにふれる。次の稲荷山宿へは3里であるが、この間に猿ヶ馬場峠がある。稲荷山宿は、名勝旧跡に恵まれる。武水別神社があり、八幡宮ともいわれる。姥捨山伝説で名高い姥捨山の放光院長楽寺は八幡の神宮寺の支院である。ここは、昔から多数の和歌に詠われる。冠着山を遠く見て、長谷寺、康楽寺を見て歩く。篠ノ井追分にかかり、北に通ずる山道を行くと、久米路橋にかかる。牧之島城を見て、再度追分にもどる。

### 巻三の内容
「巻三」は、篠ノ井追分から丹波島宿を経て北上すると、そこは善光寺宿である。新町（あらまち、長野市徳間付近）を経て、牟礼（上水内郡飯綱町）、柏原（同郡信濃町）、野尻経由で越後に入り、関川、二股、関山、二本木・新井へと続く。善光寺に戻る。そこは北国街道の宿駅で、本来の地名は水内郡柳原庄芋井郷長野村で、如来がここに遷座後は、地名もまた善光寺と称した。善光寺の一光三尊の由来を善光寺縁起により述べる。ついで善光寺の諸堂や名所旧跡を説明する。如来堂・三門・仁王門・御供所・年神宮・毘沙門堂・四宜楼・寛慶寺・鐘楼・経蔵・万善堂・大勧進・大本願・六地蔵・寺中四十六坊（うち衆徒21坊、中衆15坊、妻戸10坊）・釈迦堂・駒返り橋などである。寺領は1000石である。年中行事にも、また善光寺七社・七橋・七井・七清水・七塚にも言及する。郊外に出て、栗田行部城跡・横山信濃城跡・塩沢温泉・桂山古城・飯縄里宮・飯縄奥岳・千日屋敷跡・飯縄原などにも筆がのびる。

### 巻四の内容
「巻四」は、善光寺西北方にある戸隠三院にふれる。善光寺から戸隠中院へ行くには、荒安から1里登り、入坂（にゅうざか）経由で飯縄原へ出、戸隠一の鳥居に出る。この辺りから戸隠神領で、守護不入の地となる。中院権現まで53丁あり、1丁ごとに石標（丁石）がある。戸隠領は1000石で、中院坊舎は12院である。中院から奥院に行く前に、宝光院に詣で、神楽殿・鐘楼・本社を見る。宝光院も12院である。最後に奥院をみる。奥院に至るには女人堂・釈長命火定所・稚児の塔・朱の鳥居・仁王門経由で奥の院権現本社へ行く。奥院も12院である。戸隠の裏山は乙妻・高妻の高山である。鬼無里経由で山を下り、北国街道を善光寺宿から一路軽井沢宿に向かう。犀川の渡し口を越え丹波島宿に至る。矢代宿に行く前に松代城下に迂回すると、川中島の古戦場に出る。武田氏・上杉氏の激戦の跡から矢代宿に出る。下戸倉宿（千曲市）から坂木宿（坂城町）へ。ここは、戦国大名村上氏の根拠地である。

### 巻五の内容
「巻五」は、上田城下（上田市）に入る前に、上田新町から右に分かれ、千曲川の橋を渡り、別所七久里温泉に向かう。そこは、温泉郷であり、名所旧跡に富んだところでもある。常楽寺・安楽寺・別所北向観音などがある。上田の町にもどる。ここは、松平伊賀守5万8000石の居城である。産物には、上田嶋・紬島・白紬などがある。上田より1里のところに国分寺があり、三重塔がある。次の宿場は海野宿である。道の左側に白鳥神社があり、海野小太郎の城址もある。次は田中宿である。ここは海野宿と次の小諸宿との間の宿である。小諸宿は、牧野侯の居城で、この城下から布引山観音へは1里余である。小諸宿にもどって、浅間山を左に見て、追分・沓掛・軽井沢の浅間三宿に入る。峠道をあえいで登ると、そこは碓氷峠の国境である。付録に、関東大川の水源・信濃国内謡曲目録・信州名物・蓼科山・金峯山の山男・物臭太郎物語などがある。

## 翻刻書誌
臨川書店が1998年4月に翻刻・市販している。
- 豊田 庸園、[no date]、『善光寺道名所図会』、臨川書店 ISBN 4-653-03492-3

## 関連文献
- 『「善光寺道名所図会」を歩く』善光寺街道協議会 2014年